# Oophaga arborea
Oophaga arborea is een kleine kikker uit de familie pijlgifkikkers (Dendrobatidae).
De soort werd voor het eerst wetenschappelijk beschreven door Charles William Myers, John William Daly en Victor Martínez in 1984. Oorspronkelijk werd de wetenschappelijke naam Dendrobates arboreus gebruikt.

## Verspreiding
Oophaga arborea leeft in delen van Midden-Amerika en komt endemisch voor in Panama. Het verspreidingsgebied bestaat uit het Caribische laagland van Bocas del Toro en aan beide zijden van het Panamese deel van de Cordillera de Talamanca en in bosgebieden tussen 20 en 1120 meter hoogte. Mogelijk loopt het verspreidingsgebied tot in Costa Rica.

## Kenmerken
Oophaga arborea bereikt een maximale lichaamslengte van ongeveer twee centimeter. Het is een van de giftigere soorten pijlgifkikkers. De voornaamste bestanddelen van het gif zijn de alkaloïden pumiliotoxine en allopumiliotoxine. Oophaga arborea leeft op tien tot vijftien meter hoogte in bomen in de omgeving van bromelia's. De soort wordt zelden op de bosbodem aangetroffen.

## Bedreigingen
De belangrijkste bedreiging voor Oophaga arborea is habitatverlies door houtkap, aanleg van veegrond en bebouwing. Mogelijk speelt ook vangst voor de huisdierhandel een rol in de achteruitgang van de soort. De schimmelziekte chytridiomycose is voor Oophaga arborea een potentieel risico als bewoner van hooglandgebieden, hoewel de leefwijze  - niet afhankelijk van riviertjes voor de voortplanting - het dier minder kwetsbaar maakt voor besmetting en deze gifkikker bovendien ook na de komst van de ziekte in de regio nog is waargenomen in Internationaal park La Amistad, Reserva Forestal Fortuna en Bosque Protector Palo Seco. De status van Oophaga arborea werd in 2019 verhoogd van "bedreigd" naar "kritiek".